# Елизарово (Псковская область)
Елизарово — деревня в Псковском районе Псковской области. Входит в состав Серёдкинской волости.
Деревня находится в 28 км к северу от Пскова (по Гдовскому шоссе). Знаменито это место прежде всего тем, что здесь находится Спасо-Елизаровский монастырь.

## Население
| 2001 | 2002 | 2010 |
| ---- | ---- | ---- |
| 25   | ↗28  | ↘22  |

## Транспорт
Через город проходит дорога общего назначения Р60 (Р60). Она связывает Елизарово с городами Гдов на севере и с Псковом на юге. Проезд: на пригородном автобусе на Елизарово, или автобусным маршрутом Псков - Середка и Псков - Гдов.

## Достопримечательности
- Братская могила периода Великой Отечественной войны
- Спасо-Елеазаровский монастырь

## Топографические карты
- Лист карты O-35-XVII Новоселье. Масштаб: 1 : 200 000. Издание 1980 г.